# Венцислав Христов
Венцислав Христов (роден на 9 ноември 1988 г.) е български футболист, нападател.
Нападателят започва футболния си път в юношеските формации на Локомотив (София). В школата на „железничарите“ той е използван от треньорите си, освен на върха на атаката и като флангови състезател, заради скоростта, която притежава.
Христов прави професионален дебют за родния си клуб през сезон 2006/07, когато столичани са водени от Стефан Грозданов. Той се появява в срещата с Черноморец-Бургас София, спечелена със 7:0 от „железничарите“ в Надежда.
По-късно ненавършил 20 години, той е пратен да трупа игрово време в Спортист Своге, който в този период е част от Б група. След двегодишен престой в Несебър в периода 2008/2010 година, Христов преминава в Монтана. По ирония на съдбата офанзивният футболист прави своя дебют в елита на България за тима срещу родния си Локомотив (София). Острието се появява от пейката в 56-ата минута на срещата на стадион „Огоста“, заменяйки Даниел Гаджев.
След само година в Северозападна България, Христов е привлечен от Димитър Димитров-Херо в Черноморец, където успява да се превърне в основен играч и да си осигури трансфер в Берое в началото на 2013 година. Това се оказва изключително успешна стъпка за нападателя, който вдига два трофея с клуба. Той триумфира със „заралии“ в турнира за Купата на България и със Суперкупата на страната след победа във финала над Лудогорец след дузпи. Таранът се разписва в мрежата на разградчани при равенството 1:1 в редовните 90 минути, а по-късно реализира и един от наказателните удари за старозагорци.
През 2014 година Христов е близо до трансфер в ЦСКА. Сделката обаче пропада в последния момент, след като „армейците“ не успяват да осигурят желаната от Берое сума в необходимия срок. Това отвежда острието в Украйна, където облича екипа на Металург Донецк като преотстъпен. По-късно Христов носи екипа на Риека, но различни травми повлияват на престоя му и след няколко месеца се озовава в албанския Шкендербеу, където играе под наем. Той успява да се разпише в дербито с Кукеши, носейки победата с 1:0.
След година и половина далеч от България, Христов се завръща в България, за да подпише с Левски. В „синия“ клуб нападателят се събира с един от треньорите, с които е работи в юношеските гарнитури на Локомотив (София) - Стойчо Стоев.
Христов прави дебют за 26-кратните шампиони на България в мача срещу Лудогорец, а първия си гол за тима бележи само 10 дни по-късно. Това се случва в сблъсъка с Локомотив (Пловдив) на „Лаута“. Той завършва сезон 2015/16 с 8 гола в 15 срещи, като успява да запише срещу името си и хеттрик в мрежата на Черно море при победата с 5:1 на стадион „Георги Аспарухов“.
През септември 2016 година нападателят става част от мащабния проект на Нефтохимик, с който да бъдат припомнени славните дни на бургаския футбол. С екипа на „шейховете“ Христов изиграва своя мач номер 150 в елита на България. Той завършва престоя си в клуба с 4 гола в 15 мача, а това е достатъчно, за да му осигури договор с руския новак СКА-Харабоск.
В началото на 2018 година, нападателят се завръща в България, за да се озове в по-малкия старозагорски клуб - Верея. Неяснотите около клуба обаче водят до напускането на редица от основни играчи няколко месеца по-късно, сред които е и Христов. Националът приема предизвикателството да заиграе в Б група, за да помогне в реализацията на друг мащабен проект – този на Арда (Кърджали). С 12-те си гола Христов успява да помогне на клуба да си осигури историческо първо участие в елита на България. Няколко месеца след триумфа във второто ниво на българския футбол във визитката на нападателя влиза трети софийски клуб - Царско село.
Христов е част от Славия, след като се завърна от Румъния, където бе част от Конкордия. Той направи дебют за „белите“ в двубоя срещу бившия му тим Монтана, игран на 3 октомври.

## Национален отбор на България
Христов получава първата си повиквателна за националния отбор на България през 2013 година, когато носи екипа на Берое. Той става част от селекцията, водена от Любослав Пенев. Нападателят дебютира за „трикольорите“ в контролата срещу Северна Македония на 14 август 2013 година, загубена с 0:2 в Скопие.
Юношата на Локомотив (София) вкарва дебютния си гол за „лъвовете“ на 9 септември 2014 година в европейска квалификация срещу Азербайджан в Баку. Попадението му се с огромна тежест и носи успеха на България с 2:1.

## Успехи
Носител на Купата на България с Берое през 2013 година
Носител на Суперкупата на България с Берое през 2013 година
Второ място с Риека в шампионата на Хърватия през сезон 2015/16
Шампион на Албания с Шкендербеу през сезон 2015/16
Финалист за Суперкупата на Албания с Шкендербеу през 2015 година